# Hanover Square Rooms
Le Hanover Square Rooms ou Queen's Concert Rooms (salle de concert de la reine) est un ensemble de salles principalement utilisées pour des concerts musicaux, située au coin de Hanover Square, à Londres, créés par l’impresario Giovanni Gallini en partenariat avec Johann Christian Bach et Karl Friedrich Abel, en 1774. 
Pendant exactement un siècle de 1775 jusqu'en 1874, elle fut la principale salle de concert de Londres, réputée pour l'excellence de son acoustique. Un auditoire fortuné put y entendre nombre d'évènements musicaux d'envergure, tels les douze symphonies londoniennes de Haydn présentées au public aux concerts Salomon entre 1791 et 1795.
Le bâtiment a été démoli en 1900.

## Histoire

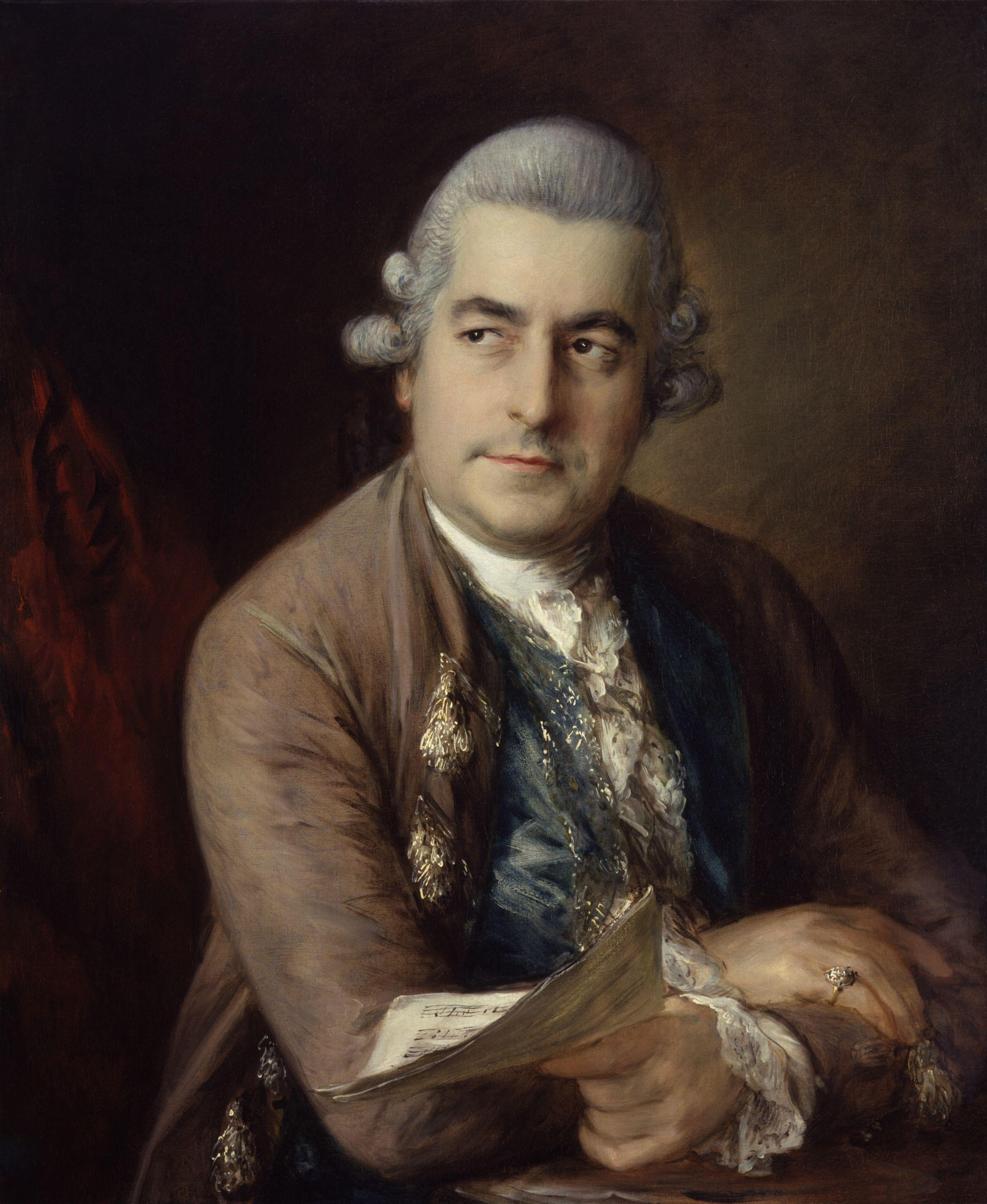
Johann Christian Bach (Gainsborough).

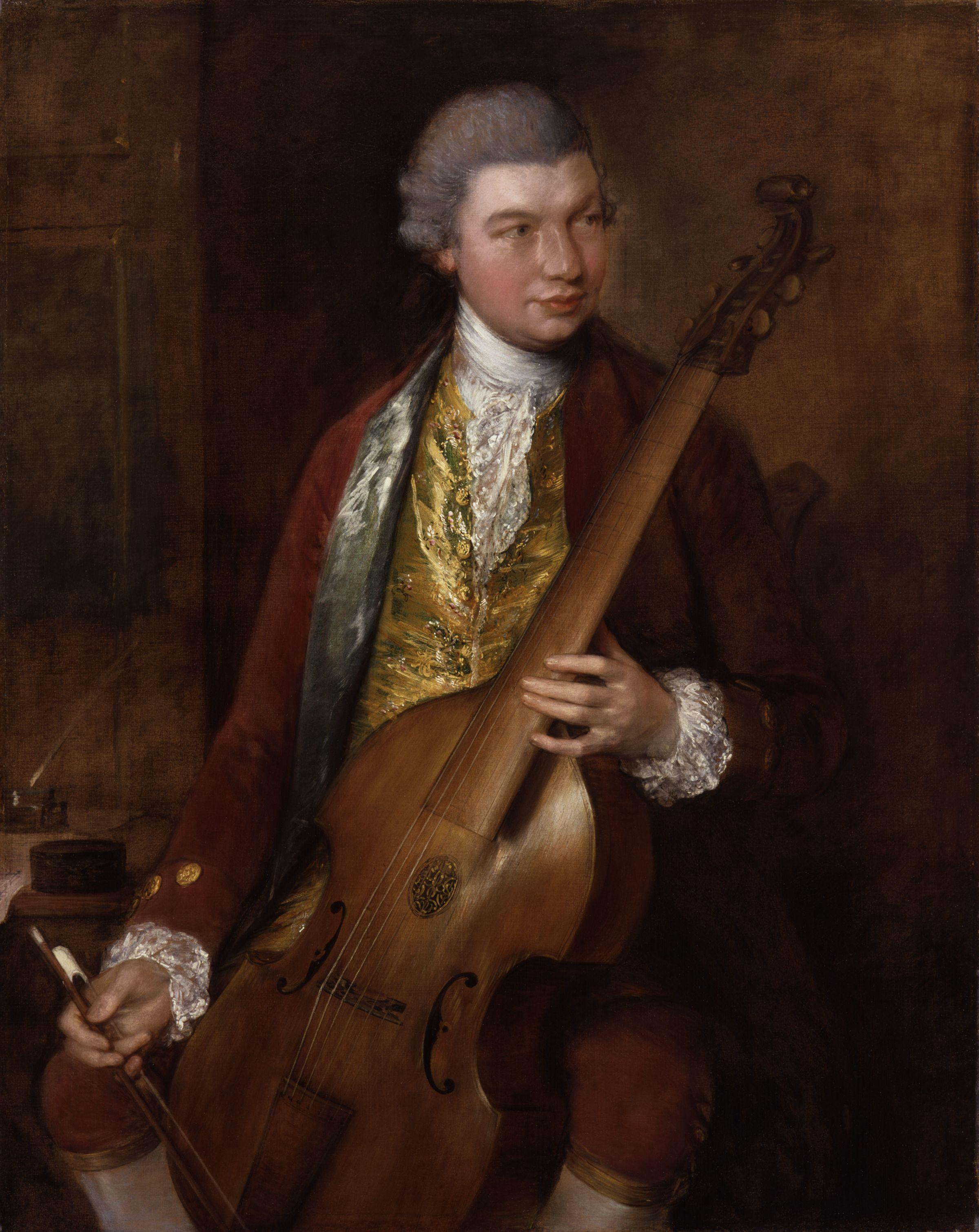
Karl Friedrich Abel (Gainsborough).

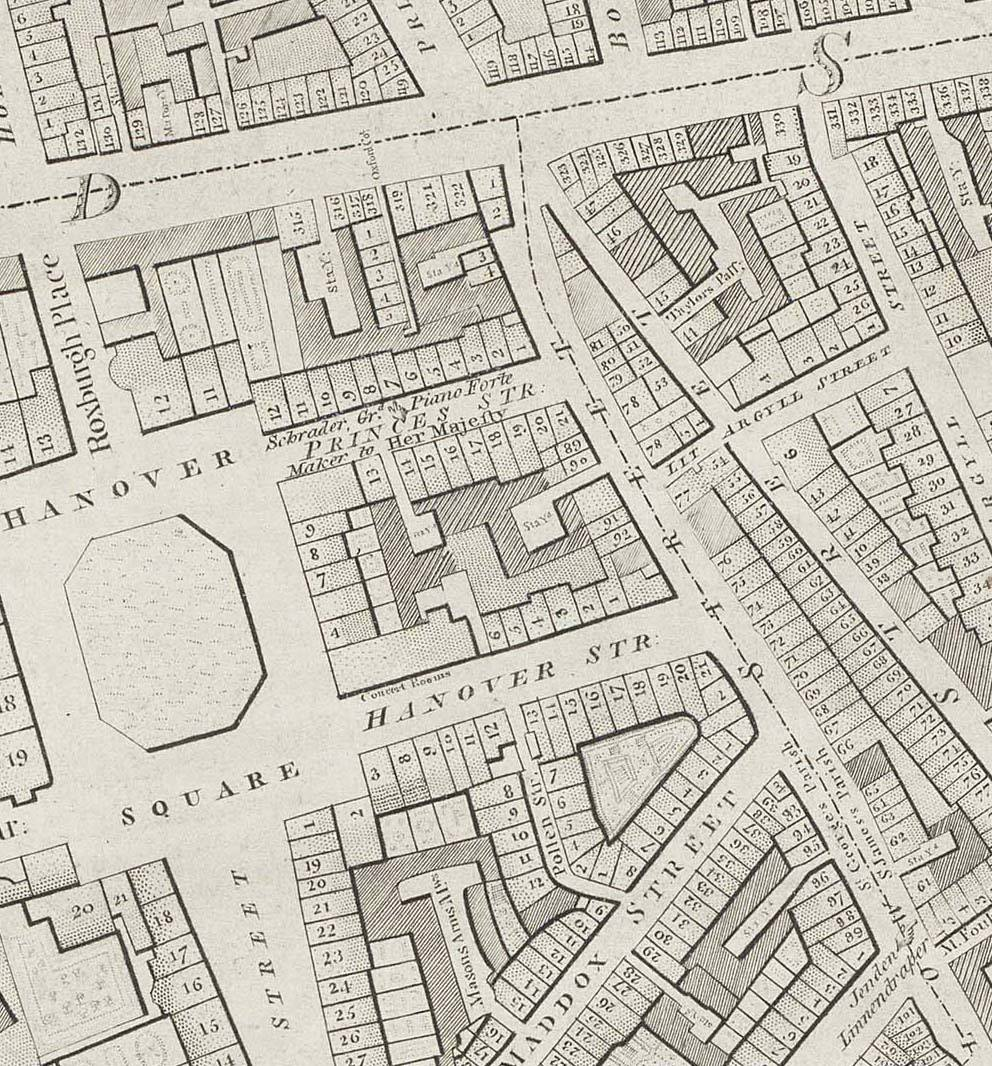
Détail de Hanover Square, sur la carte Londres de Richard Horwood en 1795. Le Hanover Square Rooms sont marqués comme « salles de concert » à côté du no 4 Hanover Square.

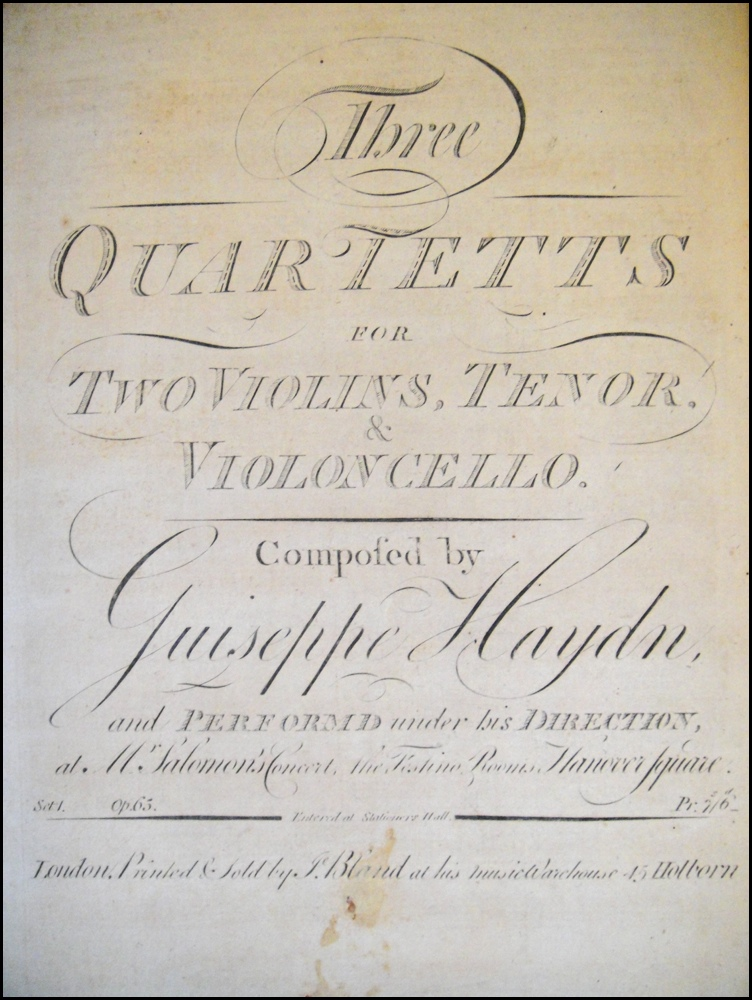
Publicité de 1791 pour les trois quatuors à cordes de l'opus 64 de Joseph Haydn, les décrivant comme « interprétés sous sa direction au Concert Salomon, Festino Rooms, Hanover Square ».

Le site avait été occupé auparavant par un moulin, d'où son ancien nom de Mill Field et celui de la rue attenante, Mill Street. À l'origine, c'est la propriété du Comte de Plymouth, louée à Lord Dillon en juin 1774, et vendue pour 5 000 £ au Vicomte Wenman, qui, le même jour, l'a transmise à Gallini, Bach et Abel. Gallini avait la propriété de la moitié de la pleine propriété et les deux autres d'un quart chacun. Sur le site anciennement occupé par un jardin et un bureau, sont construites, comme extensions de la maison, des salles de réunion pour concerts et réunions publiques. La salle principale située au premier étage mesurait 79 pieds (24,0792 m) par 32 pieds (9,7536 m), avec une hauteur comprise entre 22 et 28 pieds (8,5344 m) : ses plafonds voûtés portaient des peintures décoratives réalisées par Giovanni Battista Cipriani et Thomas Gainsborough, un ami de Bach et Abel, chargé de produire pour les salles la transparence de la peinture sur verre. En outre, il y avait une petite pièce donnant sur le côté Nord de la salle principale et une grande salle au rez de chaussée.
La salle d’Hanover Square Rooms dont les concerts ont commencé en février 1775, dirigés par J-C Bach, devient l'une des principales salles de concert de Londres. Pour ces concerts, la convention était que « les billets des dames sont en Noir et ceux des Messieurs en Rouge ». Un texte d'avril 1776 du journal d'Edward Piggot donne la description suivante d'un des concerts :
| « April the 16th, 1776 Lord Fauconbery sent me a ticket for Bach and Abels Concert at the Assembly room in Hanover Square the performers were the two above mentioned, the second played a solo extremely well; the others were Giardini, who plays on the Violin supprising well is Cramer; Crosdill on the Violoncello plays exceeding well, Fischer on the hautboy the same, all Capital performers, Savoi, Grassi & several others sang; Signora Grassi has a supprising voice being a tenor, which is very singular and I think disagreeable. In all about 22 musicians; this concert is reckoned the best in the world, every thing executed with the greatest taste and exactness; a very fine room 115 feet long 40 broad; it was almost full, every body Dressed; very elegantly painted; between the acts they go in another room underneath where you have tea; it is by subscription; it begins at 8 and ends at 10 every thing is elegant. » |  |  | « Le 16 avril 1776, Lord Fauconbery m'a envoyé un billet pour le concert de Bach et Abel, à la salle de l'Assemblée, Place de Hanovre, les artistes étaient les deux mentionnés ci-dessus, le second jouait extrêmement bien son solo ; les autres étaient Giardini, qui joue sur un violon extraordinaire, comme Cramer ; Crosdill sur le violoncelle joue très bien, Fischer sur le hautbois de même, tous les artistes sont capitaux, Savoi, Grassi et plusieurs autres ont chanté ; Signora Grassi a une voix surprenante de ténor, qui est très singulière et je pense désagréable. En tout environ 22 musiciens ; ce concert est considéré comme le meilleur du monde, tout exécuté avec le meilleur goût et exactitude ; une très belle pièce de 115 pieds de long 40 large ; elle était presque pleine, tout le monde costumé ; très élégamment peint ; Aux entractes, ils vont dans une autre pièce en dessous où vous avez du thé ; c’est par abonnement ; il commence à 8 heures et finit à 10, tout est élégant. » |

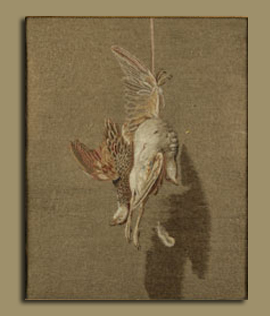
Broderie : perdrix suspendue, de Marie Linwood, exposée au Hanover Square Rooms, en 1798.

En novembre 1776, Gallini rachète les parts de ses partenaires afin de devenir l'unique propriétaire. Bach et Abel poursuivent la tradition des concerts d'abonnement qu'ils avaient commencée ensemble en 1763, portée sur l'organisation de festinos dans les salles de concerts jusqu'en 1783, lorsque le beau-père de Gallini, Lord Abingdon, retire son soutien financier. Jusqu'à son emprisonnement en 1795, pour des déclarations diffamatoires concernant un « avocat plutôt louche » (pettifogging lawyer) qui aurait triché, Lord Abingdon donne son allégeance à l'orchestre du Panthéon, situé sur Oxford Street. De 1783 à 1793 la programmation est organisée par le violoniste Wilhelm Cramer, qui a dirigé le groupe « Les concerts professionnels », annoncé comme fondé par « d'éminents professeurs de musique, résidant à Londres de nombreuses années ». Les Hanover Square Rooms ont apprécié le patronage royal, à partir de 1785 à 1793, avec George III et la Reine-Charlotte pour de fréquents concerts en spectateur. Le roi y a même une salle attenante connue comme le « salon de thé de la reine », pour laquelle il fait don d'un grand miroir doré, pour le manteau de la cheminée. En 1776, débute la série de concerts dans les Hanover Square Rooms du violoniste et impresario de Johann Peter Salomon. Les Hanover Square Rooms sont utilisés par le Concert de musique ancienne à partir de 1804, pour le bénéfice annuel de spectacles du Messie de Haendel pour la Société royale des musiciens de 1785 à 1848 ; à partir de 1833, par la Société philharmonique, créée dès 1813, sous le patronage du Prince régent ; et, à partir de 1848 jusqu'à sa dissolution en 1861, par la société de l'amateur de musique, une association chorale fondée par Henry David Leslie, en 1847. En 1813, l'éloignement du Prince régent et du Beau Brummell, est déclarée à un bal costumé dans ces salles, où Brummell, n'étant pas reconnu par le Prince, demanda à un de ses compagnons dans un chuchotement de scène, « Alvanley, qui est votre gros ami ? ».

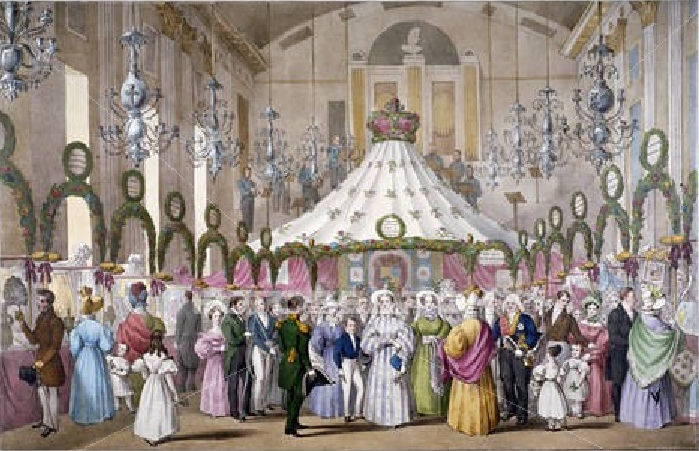
La reine Adélaïde, assiste à un salon pour aider les étrangers en détresse au Hanover Square Rooms, en 1833.

Au fil des années, les Hanover Square Rooms sont visitées par de nombreux grands musiciens, des artistes interprètes ou instrumentistes, notamment Joseph Haydn (1791–1794), Johann Nepomuk Hummel (interprétant les sonates pour piano de Haydn, en 1791 et un concerto pour piano de Mozart, en 1792) Felix Mendelssohn (1842, la première de la Symphonie Écossaise), Niccolò Paganini (jouant devant des bancs vides, à son grand dam, en 1834), Franz Liszt (1840), Anton Rubinstein (1842), Joseph Joachim (interprétant le concerto pour violon de Beethoven à l'âge de douze ans et sous la direction de Mendelssohn, 1844), Hector Berlioz (1848 et 1853), Clara Schumann (1856) et Jenny Lind (le « rossignol suédois », accompagnée de son mari, le pianiste Otto Goldschmidt, 1856). Les concerts de Haydn, organisés par le biais de longues négociations avec les Salomon, avec en vedette les neuf premières Symphonies londoniennes, n° 93-101. Dans une page du journal de 1791, Charles Burney écrit :
| « This year was auspiciously begun, in the musical world, by the arrival in London of the illustrious Joseph Haydn . . . and on February 25, the first of Haydn's incomparable symphonies, which was composed for the concerts of Salomon, was performed. Haydn himself presided at the pianoforte: and the sight of that renowned composer so electrified the audience, as to excite an attention and pleasure superior to any that had ever, to my knowledge, been caused by instrumental music in England. All the slow movements were encored; which never before happened, I believe, in any country. » |  |  | « Cette année a débuté avec enthousiasme, dans le monde musical, avec l'arrivée à Londres de l'illustre Joseph Haydn… Et le 25 février, la première des symphonies incomparables de Haydn, composée pour les concerts de Salomon, a été interprétée. Haydn lui-même a présidé au pianoforte : voir ce compositeur renommé a électrisé le public, de même que d'exciter une attention et un plaisir supérieurs à tous ceux qui, à ma connaissance, ont toujours soutenu la musique instrumentale en Angleterre. Tous les mouvements lents ont été bissés ; ce qui n'a jamais eu lieu, je crois, dans n'importe quel pays. » |

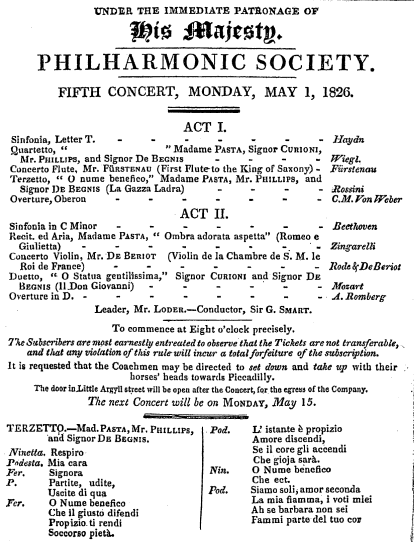
Programme du 1er mai 1826.

En 1856, après le quatrième concert auquel elle avait participé — programmé pour cinq heures avec l'arrangement pour orgue de la musique de son mari Robert Schumann, pendant l'intervalle, Clara Schumann écrit : « C'était vraiment le nec plus ultra d'un mauvais concert. Je me sentais honteuse, entre toutes ces terribles choses ». De l'arrangement pour orgue, de l'œuvre pour piano à quatre mains, Geburtstagmarsch, la première des pièces extraite des 12 Klavierstücke op. 85 de Schumann, elle écrit qu'elle « était l'une de ces incompréhensibles choses qui ne pouvait arriver de nulle part, sauf en Angleterre ».
Le Hanover Square Rooms est également utilisé pour les premières représentations en Angleterre de Jean-Sébastien Bach, et la renaissance anglaise de la musique instrumentale et chorale de Bach. Dans les deux premières décennies du XIXe siècle, Samuel Wesley interprète ses sonates pour violon avec Salamon et des arrangements de sa musique d'orgue pour deux solistes, avec Vincent Novello, parfois avec accompagnement d'orchestre ; Mendelssohn joue un prélude et fugue sur l'orgue en 1840, lors d'un concert organisé par le Prince Albert ; et, en 1854, William Sterndale Bennett, l'un des membres fondateurs de la Société Bach cinq ans auparavant, dirige la première exécution anglaise de la Passion selon saint Matthieu.
Les bals de charité pour l'Académie Royale de Musique ont lieu régulièrement dans les salles de concert fréquentées par la famille royale. Après le bal de 1835, Benjamin Disraeli écrit à sa sœur :
| « Nothing has been talked of more than the great fancy ball that came off last night, and exceeded in splendour anything ever known in London. My dress was very good, with some additions, such as a silken shirt with long sleeves, lent me by Henry Baillie. D'orsay, Henry Bulwer, myself, Massey Stanley, Talbot, Herbert, and Regina went in a party with the Chesterfields, Ansons, and Worcesters. We flattered ourselves that we were the most distinguished there. Lady Chesterfield was a sultana, and Mrs. Anson a Greek, with her own hair longer than the calf of her leg. She was the most brilliant in the room. Lady Burghesh, Lady Fitzroy Somerset, and Lady Sykes wore powder, the two first Louis XIV, the last a complete copy of a Sir Joshua. Lady Londonderry, as Cleopatra, was in a dress literally embroidered with emeralds and diamonds from top to toe. Mrs. Norton and Mrs. Blackwood beautiful Greeks; but the finest thing was at half-past two Lyndhurst gave a supper in George Street to eight of the supremest ton and beauty, and you can conceive of nothing more brilliant than his house illuminated with a banquet to a company fancifully dressed. The Duke of Wellington, who was at the ball, was too tired to come. » |  |  | « Rien n'a été dit sur le grand bal de fantaisie qui s'est déroulé la nuit dernière et qui a dépassé la splendeur tout ce qui a jamais été donné à Londres. Ma robe était fort belle, avec quelques ajouts, comme une chemise en soie à manches longues, que m'a prêtée Henry Baillie. D'Orsay, Henry Bulwer, moi-même, Massey Stanley, Talbot, Herbert et Regina, sont allés à une fête avec Chesterfields, Ansons et Worcesters. Nous, nous étions flattés d'être là-bas les plus distingués. Lady Chesterfield était une sultane et Mme Anson, un Grec, avec ses longs cheveux dépassant du mollet de sa jambe. Elle était la plus brillante de la salle. Lady Burghesh, Lady Fitzroy Somerset et Lady Sykes portaient en poudre, les deux premiers Louis XIV; la dernière, une copie complète d'un Sir Joshua. Lady Londonderry, telle Cléopâtre, était enveloppée d'une robe littéralement brodée de haut en bas d'émeraudes et de diamants. Mme Norton et Mme Blackwood, de beaux Grecs ; mais le plus raffiné se passa de deux heures et demie à huit heures, lorsque Lyndhurst donna un souper dans George Street de la plus haute tenue et beauté et l'on ne peut concevoir rien de plus brillant que sa maison éclairée par un banquet avec une compagnie habillée de façon si fantastique. Le duc de Wellington, qui était au bal, fut trop fatigué pour venir. » |

Les salles du Hanover Square Rooms sont utilisés à de nombreuses fins différentes, en dehors de la musique et des bals, notamment des réunions publiques qui vont de la conférence sur l'Église d'Angleterre à l'exposition de  broderies et tapisseries. Il a aussi des entretiens médicaux, notamment le 1er mars 1842, une conférence donnée par le chirurgien écossais James Braid, qui donne l'une des premières manifestations publiques de ce qu'il a appelé neuro-hypnotisme ou « sommeil nerveux » en envoyant simultanément 18 des membres de l'auditoire dans un état de transe,,
.
En 1848, avec la disparition deux nièces de Gallini, le Hanover Square Rooms est acquis par l'éditeur de musique Robert Cocks. Hector Berlioz raconte une exécution de la visite qu'il fait en 1853 :

« J’ai reparu avant-hier pour la première fois devant le public anglais au 4e concert de la Societé Philharmonique de Hanover Square. C’était dangereux. Le ban et l’arrière-ban des Classiques s’y étaient donné rendez-vous. L’exécution d’Harold a été étonnante de verve et de précision, j’en dois dire autant de celle du Carnaval Romain. On m’a énormément applaudi malgré la fureur de quatre à cinq ennemis intimes qui, m’a-t-on dit, se crispaient dans leur coin. Mon nouveau morceau en style ancien (Le repos de la Sainte famille) délicieusement chanté par Gardoni a produit un effet extraordinaire, et il a fallu le redire. Je ne l’avais jamais entendu même au piano ; je vous assure que c’est très gentil. »

— Hector Berlioz, lettre à son éditeur Brandus à Paris, 1er juin 1853.
À partir de 1862, après avoir été entièrement réaménager, la salle de concert est utilisée par la Royal Academy of Music. À partir de 1868 jusqu'à 1874, les salles sont utilisés  pour réunions du mouvement pour le droit de vote des femmes : en 1868, Emily Faithfull y donne des conférences sur « la revendication de la Femme » ; en 1870, la deuxième réunion de la nouvelle London National Society for Women's Suffrage a eu lieu dans Hanover Square Rooms, présidée par Clementia Taylor (épouse du député Pierre Alfred Taylor) et adressée par Helen Taylor, Harriet Grote (épouse de George Grote) et Millicent Fawcett ; en 1873, une réunion publique identique est organisée par Lady Anna Eliza Marie Gore-Langton (épouse du député William Gore-Langton) et Eliza Sturge (nièce de Joseph Sturge).
Le dernier concert de l'Académie Royale a lieu en 1874. L'année suivante, la propriété a été vendue et est devenue les locaux de la Hanover Square Club, qui avait déjà été la tenue de réunions du comité depuis que la propriété était à Robert Cocks. Les bâtiments ont été démolis en 1900.

## Galerie

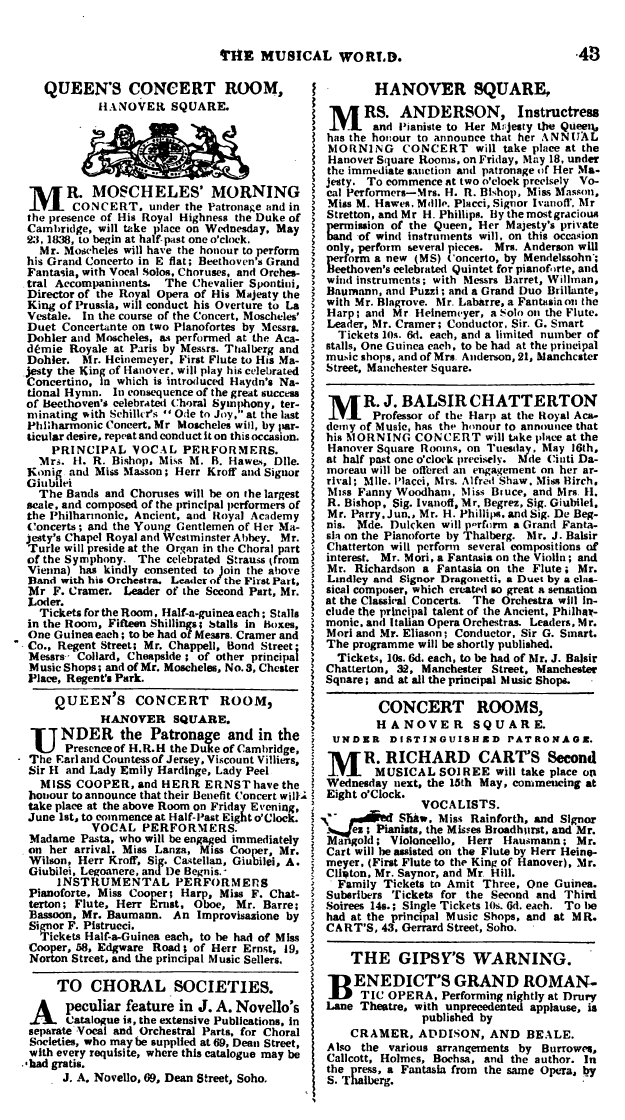
Annonce du concert avec Johann Strauss, dans The Musical World en 1838
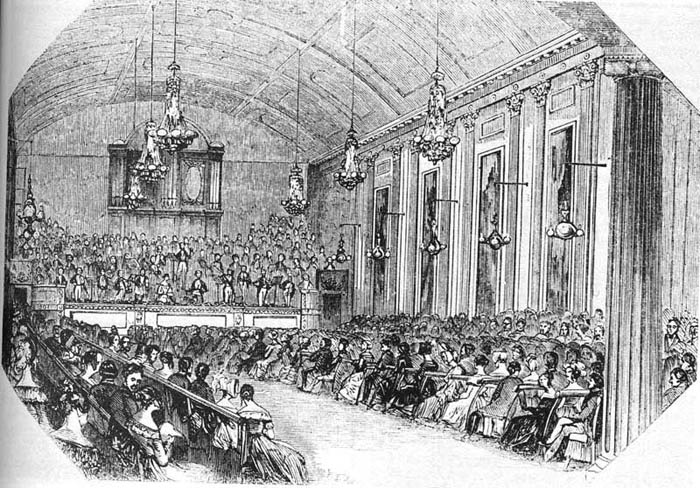
Un concert en 1843
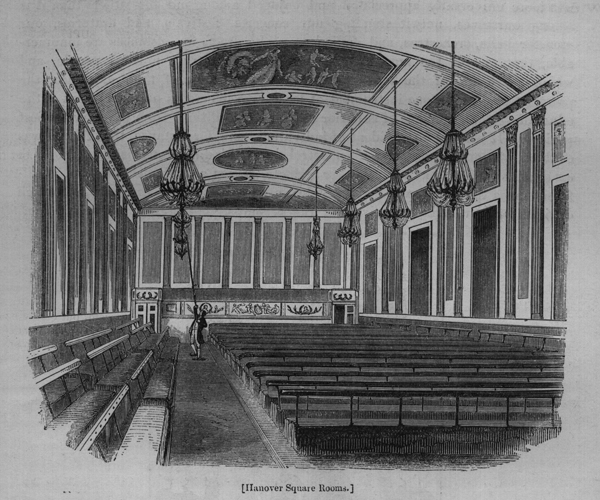
La salle de concert, 1844
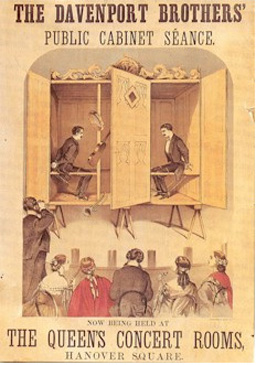
Poster for the Davenport Brothers, 1864
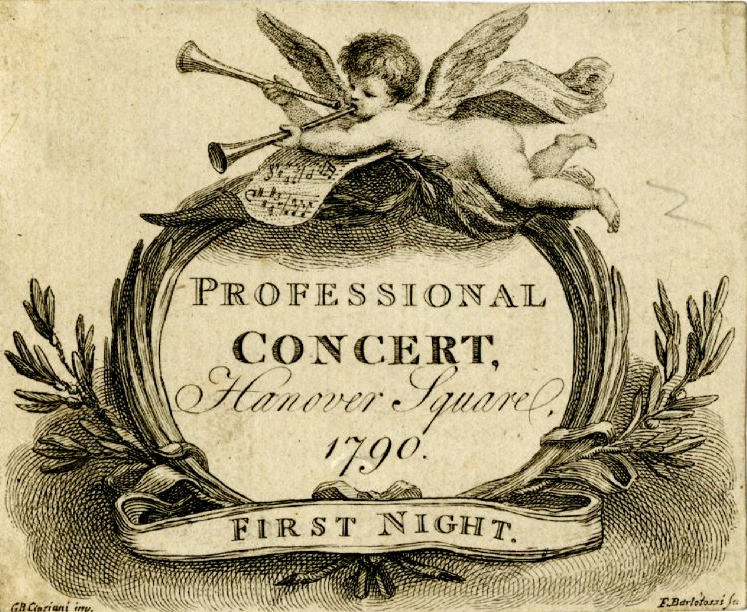
« Lady's ticket », Francesco Bartolozzi
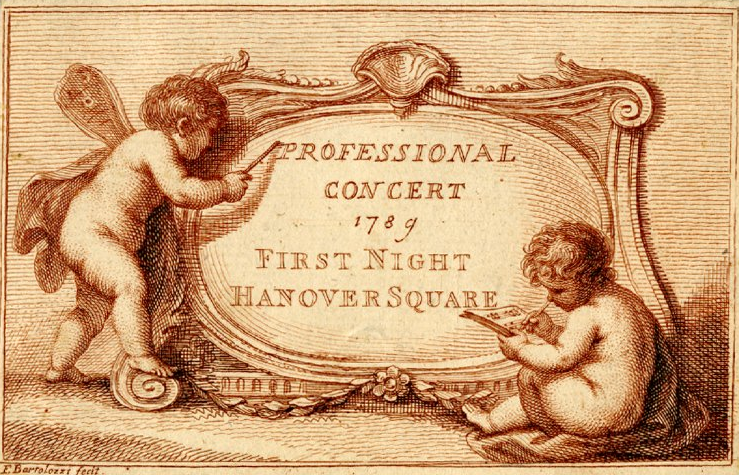
« Gentleman's ticket », Francesco Bartolozzi
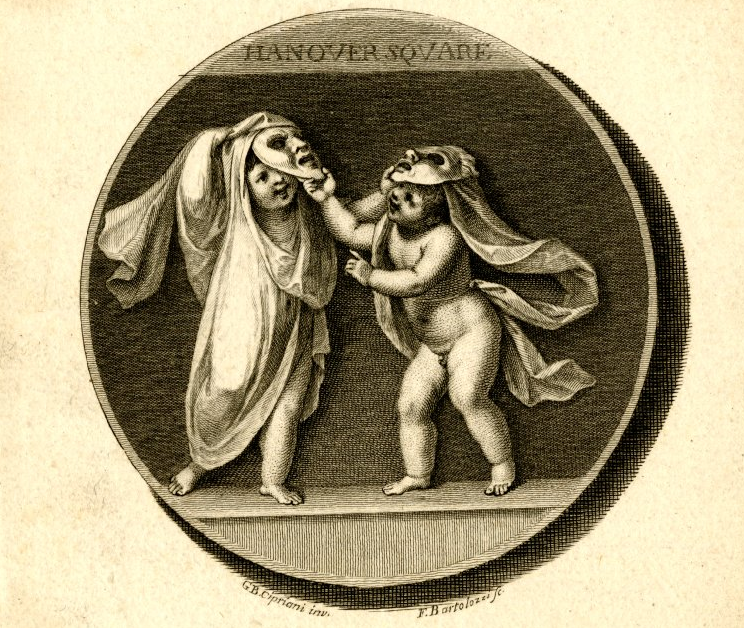
« Lady's ticket », Francesco Bartolozzi
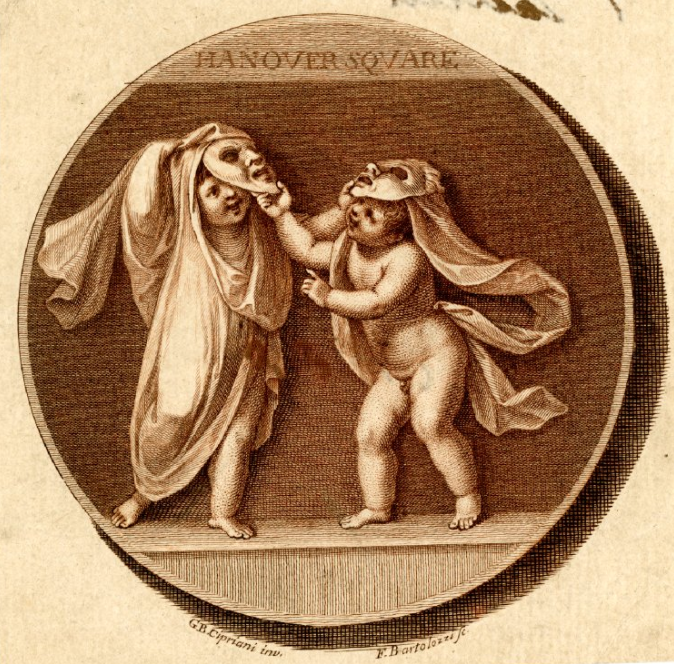
« Gentleman's ticket », Francesco Bartolozzi
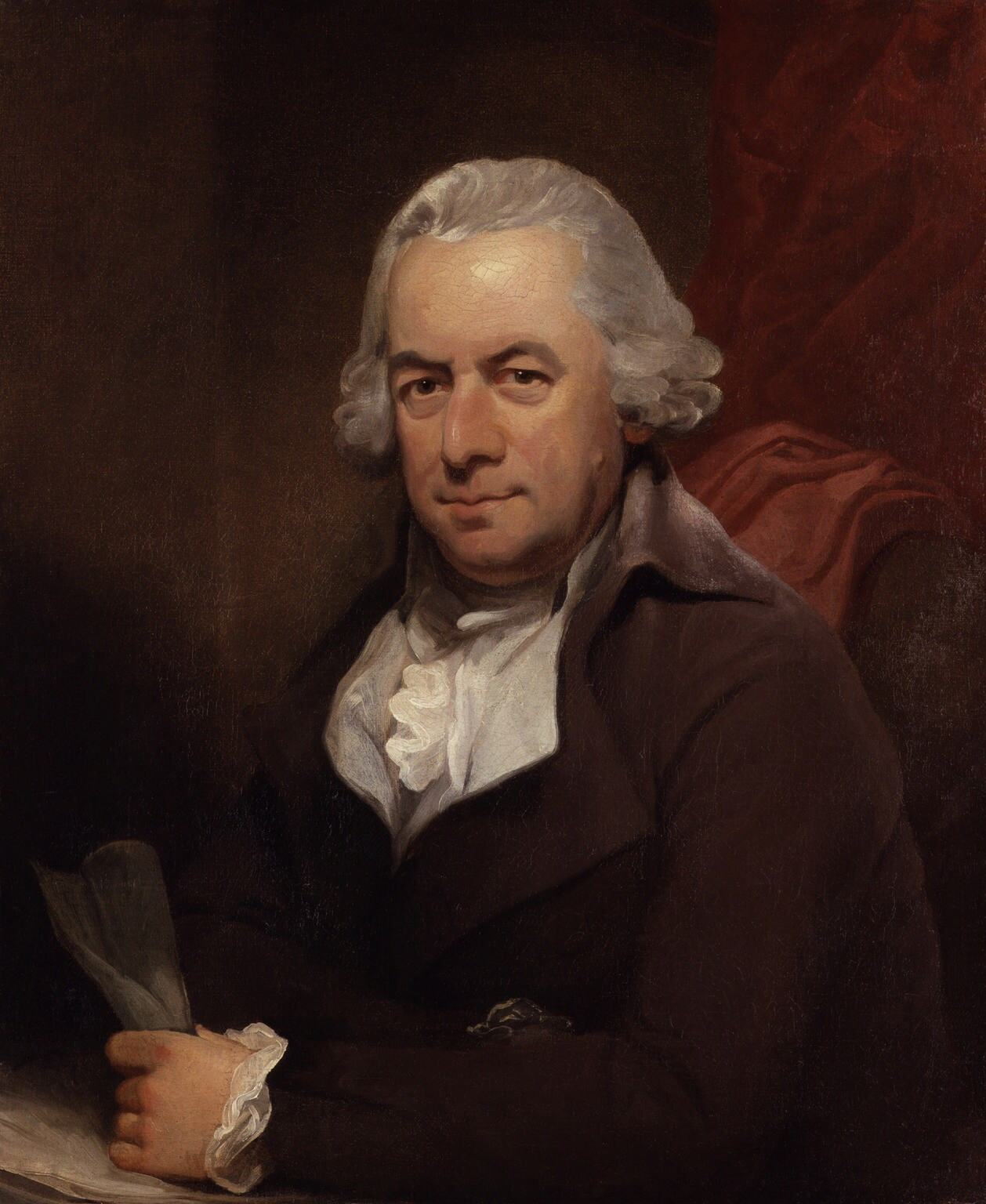
Wilhelm Cramer, par Thomas Hardy
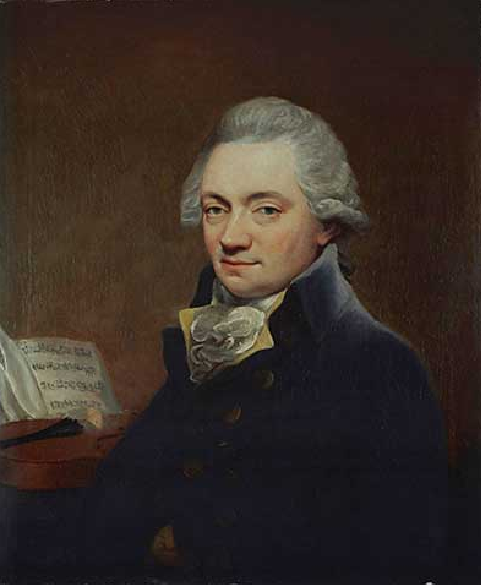
Johann Peter Salomon, par Thomas Hardy